# Алексеев, Илья Иванович
Илья́ Ива́нович Алексе́ев (1772, Московская губерния — 1830, Москва) — русский военный полковой и дивизионный командир во время Отечественной войны 1812 года, генерал-лейтенант Российской императорской армии.

## Биография
Родился 18 (29) июля 1772 года в бедной помещичьей семье в Рузском уезде Московской губернии; в 10 лет был записан в Лейб-гвардии Преображенский полк капралом.
В 1789 году поступил на действительную службу и в октябре того же года, в составе отряда своего полка, назначенного на гребной флот, участвовал в походах против шведов, сперва под начальством вице-адмирала принца Нассау-Зиген, а в 1790 году — в отряде бригадира Байкова; дважды был ранен. После заключения мира, будучи согласно просьбе, переведён в лейб-гвардии Конный полк и командирован в армию Потёмкина, участвовал в осаде Измаила; затем, состоял в качестве ординарца при графе Салтыкове, сперва в армии, действовавшей в 1794 году против польских конфедератов, и впоследствии, когда граф Салтыков был Киевским военным губернатором и инспектором всей конницы при Павле I.
В 1800 году он уже в чине полковника, внезапно был отставлен от службы, вследствие немилости императора Павла к Салтыкову, но через полгода вновь принят на службу с назначением московским полицмейстером.
В 1805 году он возвратился в строй и был назначен шефом сформированного им Митавского драгунского полка, с которым, в 1806 году, участвовал в сражении при Прейсиш-Эйлау и в нескольких арьергардных делах, за что был награждён орденом Св. Анны 2-й степени с алмазами, и орденом Св. Владимира 3-й степени.
24 мая 1807 года был произведен в генерал-майоры. В Гейльсбергском сражении Алексеев смелой атакой с тыла способствовал благоприятному исходу сражения, за что получил золотую шпагу с алмазами и надписью «за храбрость».
В 1808 году переведён в Финляндию. Сперва под его начальством был образован особый Сердобольский отряд, задачей которого было удержать волнение, вспыхнувшее в Карелии при занятии Саволакской области шведским генералом Сандельсом, так как восстание в дальнейшем могло угрожать коммуникациям русской армии. Дойдя с отрядом до реки Пиелис, Алексеев, под влиянием слухов, что Сандельс отправил в Карелию одного из лучших своих офицеров отважного партизана Мальма, и что к Карелии направляются главные силы шведов, боясь быть отрезанным от своих сообщений и запасов, отступил к Кеми, допустив этим Мальма свободно вступить в Карелию, где его появление было сигналом к общему восстанию. Отступление Алексеева давало неприятелю возможность зайти в тыл нашей армии, действовавшей против Сандельса. Недовольный его действиями, император Александр I поручил командование Сердобольским отрядом князю М. П. Долгорукову, который прибыв в Сердоболь и осмотревшись, в донесении своем поспешил оправдать Алексеева и, в свою очередь, потребовал усиления отряда пехотой и артиллерией. В августе вчетверо усиленный отряд, авангардом которого командовал Алексеев, выступил из Сердоболя и вошёл снова в Карелию, 17 сентября соединился с войсками Тучкова и вскоре нанес неприятелю поражение при Иденсальме, где князь Долгоруков был убит. За успешные действия в качестве начальника авангарда в этом движении Алексеев был награждён был орденом Св. Анны 1-й степени.
В начале 1809 году Алексеев поступил в корпус графа Шувалова, которому было приказано идти в Швецию из Торнео. Вновь командуя авангардом, он в конце февраля выступил по льду Ботнического залива с целью отрезать шведов, стоявших на левом берегу Торнео. По донесению Шувалова, «войско А., несмотря на чрезвычайные затруднения, очищая себе дорогу, в такое время, когда холод простирался до 30 градусов, идя в глубоком снегу по неровному морскому льду, переходя через многие острова и перешейки, прошло 50 верст без отдыха, не оставив ни одного отсталого». Заметив обход, шведы отступили.
Второй раз Алексееву пришлось совершить поход по льду в том же году, но уже в мае месяце, с пятью полками, предназначенными для обхода неприятельской позиции. Солдаты вынуждены были идти по колено в воде, нагнанной ветром на лед, орудия везли на санях, в разобранном виде, причём по сторонам шли солдаты, придерживая пушки отвозами (канатами) длиною от 10 до 15 сажень. Часто на пути встречались полыньи и широкие переломы, на которые приходилось настилать помосты. Через 2 дня (5 мая) после перехода залив совершенно очистился от льда. И на этот раз Алексеев провел свой отряд, не потеряв ни одного человека. Обход удался. Шведский отряд полковника Фурумарка, теснимый с фронта Шуваловым, отступил к Итервику, но, встретив колонну Алексеева, сдался. За этот переход Алексеев получил орден Святого Георгия 3-го класса.
В виду болезни Шувалова Алексеев вскоре принял командование над Улеаборгским корпусом, с которым 20 мая и вступил в Умео. Через две недели шведский флот появился в Ботническом заливе и отрезал сообщение с Финляндией. Встревоженный этим обстоятельством, Алексеев решил было отступить из Умео, но Александр I приказал ему держаться там до последнего человека под опасением быть отданным под суд. В июне Алексеев выслал против шведского корпуса Сандельса отряд полковника Казачковского. Сандельс был захвачен врасплох при Геренфорсе, разбит и вынужден просить перемирия.
После возобновления военных действий, 7 августа произошло Севарское сражение, в котором Алексеев командовал главным боевым корпусом. В самый разгар боя, когда шведы старались овладеть высотой, составлявшей ключ позиции русских войск, Алексеев вместе с генералом Готовцовым лично повел корпус в штыки и опрокинул неприятеля. Победа осталась за русскими. Алексеев был ранен в левую ногу. За этот подвиг он награждён был алмазными знаками ордена Св. Анны. После Фридрихсгамского мира, назначенный командиром бригады (Митавский и Финляндский драгунские полки), Алексеев оставался с ней в Финляндии.
С началом Отечественной войны 1812 года он был отправлен к Полоцку. За сражение под Полоцком Алексеев был награждён орденом Св. Владимира 2-й степени; затем, командуя авангардом, он в 6 дней отбил у неприятеля 8 пушек, 90 зарядных ящиков, весь обоз 6-го корпуса и взял много пленных. За отличие при Смолянах (19 октября) удостоен Высочайшего благоволения; 20 октября он снова командовал авангардом и почти ежедневно, до переправы Наполеона через Березину, был в боях с неприятелем, руководя то авангардом, то отдельными отрядами.
В кампанию 1813 года он в сражении под Люценом был снова ранен в левую ногу, с раздроблением кости; лишившись чувств, он без сознания был вынесен солдатами из боя. Только по прошествии года восстановилось его здоровье, и он мог вновь вернуться в часть, которую застал уже в Париже.
После заключении мира Алексеев был назначен начальником 3-й драгунской дивизии. События 1815 года вновь вызвали его за границу, в качестве начальника авангарда корпуса графа Ланжерона. По прибытии во Францию Алексеев принял участие в блокаде крепостей Фальцбурга и Меца. За примерное состояние его дивизии, найденной фельдмаршалом Барклаем-де-Толли в самом блестящем виде, был произведён в генерал-лейтенанты.
В январе 1819 года Алексеев вернулся в Россию и был назначен командиром 1-й драгунской дивизии, но через 2 недели — зачислен по кавалерии, без какой-либо должности. В таком служебном положении Алексеев оставался до самой кончины 3 (15) октября 1830 года. Последние годы жизни провёл в Москве, в бедности, разбитый параличом от инсульта. За полтора года до его кончины, по повелению императора Николая I, узнавшего о бедственном его положении преданного солдата, ему пожаловано было единовременно 10 тысяч рублей ассигнациями.
Похоронен был в Симоновом монастыре.
Был женат на дочери тайного советника Ф. Л. Вигеля, Наталье Филипповне (1775—1849). У них сыновья: Александр (1800—1833) и Николай (1801—1851). Много раз упоминается на страницах «Записок» своего зятя (не зятя, а шурина) Ф. Ф. Вигеля, известного мемуариста начала XIX века.  Писатель  Борис Львович Васильев  — прямой потомок генерала И. И. Алексеева, которого он вывел как бригадира Ивана Ильича Олексина в своей серии исторических романов «История рода Олексиных». Впрочем бригадир Олексин имеет мало схожего с реальной биографией своего прототипа.